# Richard Dalitz
Richard Henry Dalitz (28 février 1925 – 13 janvier 2006) est un physicien australien connu pour ses travaux en physique des particules.

## Éducation et jeunesse
Né dans la ville de Dimboola, Victoria, Dalitz étudie la physique et les mathématiques à l'Université de Melbourne avant de partir au Royaume-Uni en 1946 pour étudier à l'Université de Cambridge. Son doctorat est décerné en 1950 pour des recherches sur les transitions zéro-zéro dans le noyau atomique  supervisées par Nicholas Kemmer,.

## Recherche et carrière
Après son doctorat, il occupe un poste d'un an à l'Université de Bristol, puis rejoint le groupe de Rudolf Peierls à l'Université de Birmingham. Dalitz part à l'Université Cornell en 1953. Il devient ensuite professeur à l'Institut Enrico-Fermi de Chicago de 1956 à 1963. Ensuite, il part à l'Université d'Oxford en tant que professeur de recherche à la Royal Society tout en gardant un lien avec Chicago jusqu'en 1966. Il prend sa retraite en 1990.
À Birmingham, il termine sa thèse démontrant que le pion électriquement neutre peut se désintégrer en un photon et une paire électron-positon, maintenant connue sous le nom de paire de Dalitz. En outre, il est connu pour d'autres développements clés en physique des particules : le tracé de Dalitz et les pôles Castillejo-Dalitz-Dyson (CDD). Les complots de Dalitz sont découverts en 1953, alors qu'il est à Cornell.
Les tracés de Dalitz, jouent un rôle central dans la découverte de nouvelles particules dans les expériences actuelles de physique des hautes énergies, notamment la recherche sur le boson de Higgs, et sont des outils dans les efforts d'exploration qui pourraient ouvrir des voies au-delà du modèle standard.
Ses diverses contributions fondamentales conduisent les praticiens du domaine à identifier Dalitz comme l'un des « plus grands scientifiques méconnus » de la physique des particules  et « un théoricien exceptionnellement apprécié par les expérimentateurs ».

### Mécanique quantique
Dalitz est un vieil ami proche de John Clive Ward, le créateur des Ward Identities. Leur amitié débute vers 1948 lorsque Dalitz dérive indépendamment les résultats de Ward pour l'intrication par polarisation de deux photons se propageant dans des directions opposées. Dalitz est l'auteur principal d'un récit succinct, mais révélateur, de la physique de Ward. En commentant la physique entourant le calcul de l'amplitude de probabilité
{\displaystyle \left|\psi \right\rangle =(\left|x,y\right\rangle -\left|y,x\right\rangle )}
par Ward, Dalitz et Duarte écrivent : « Ward et Pryce ont calculé, en utilisant la mécanique quantique, la distribution de l'angle d'azimut entre les plans de polarisation de... deux rayons gamma issus de l'annihilation positon-électron... les deux photons sont intriqués et selon le réalisme local, leurs plans de polarisation devraient devenir indépendants... une situation typique de l'EPR. Déjà en 1948, les observations... étaient en accord avec la mécanique quantique, pas avec le réalisme local .".

### Quarks
Dalitz est directement impliqué dans la recherche pionnière sur les quarks depuis le début des années 1960 à une époque où les principaux théoriciens considèrent les quarks comme des entités purement mathématiques et il participe à l'identification du top quark. En 1965, il commence une série de conférences sur la physique des quarks qui deviennent une « bible pour le nombre relativement restreint de ceux qui la prenaient alors au sérieux ».

## Prix et distinctions
Dalitz est élu membre de la Royal Society (FRS) en 1960 et il reçoit la médaille Hughes en 1975 « pour ses contributions distinguées à la théorie des particules fondamentales de la matière ». Il reçoit également la médaille et le prix Maxwell ainsi que la médaille royale. Dalitz reçoit le prix commémoratif J. Robert Oppenheimer en 1980,,.